# Ochthebius pui
Ochthebius pui är en skalbaggsart som beskrevs av Perkins 1979. Ochthebius pui ingår i släktet Ochthebius och familjen vattenbrynsbaggar. Inga underarter finns listade i Catalogue of Life.